# Phallus
Phallus es un género de hongos basidiomicetos que producen un cuerpo fructífero, a menudo de mal olor, de donde se deriva su nombre común en inglés stinkhorn. El género tiene una distribución generalizada. Según una estimación de 2008, contiene 18 especies. Pertenecen a la familia Phallaceae, orden Phallales. La especie más conocida (y especie tipo) es el falo hediondo (Phallus impudicus).

## Historia y taxonomía

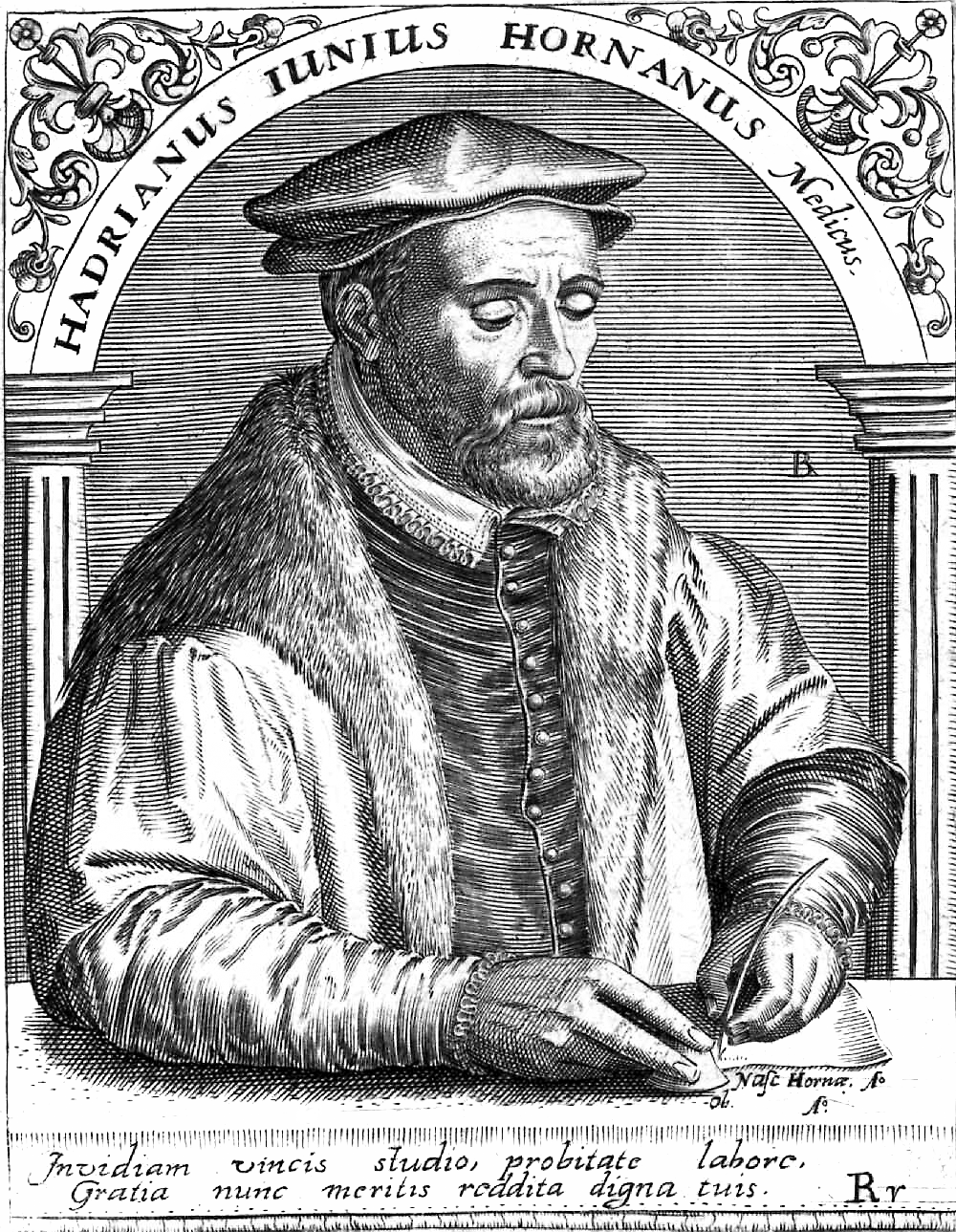
Hadrianus Junius, dibujado por Theodor de Bry.

El género fue mencionado por primera vez en la literatura por el botánico holandés Adriano Junius (1511-1575), quien, en 1564, escribió un libro corto, publicado en Delft, titulado Phallus in Hollandia, en el cual describió un hongo en forma de pene. No estaba convencido de que el organismo fuera de naturaleza fúngica:

...No estoy seguro de que nuestro falo se encuentre dentro de la clase de los hongos. Definitivamente no decidiré colocarlo allí porque no quiero hacer un juicio antes que otros que saben más sobre el asunto. La ligereza, sin embargo, y la soltura de la sustancia y (una condición necesaria para la existencia de esponjas), la savia ácida de la tierra húmeda donde nació, dan testimonio de que pertenece a la familia de los hongos. Sin embargo, los pliegues y arrugas, que no existen aquí, pero sí entre los hongos, son testigos de ello. Tampoco hay rastro de la tapa que normalmente está conectada al tallo. Aquí el sombrero toma el lugar de la gorra, y se puede quitar sin daño. Además, el sitio donde vive también lo contradice, porque esta planta solo se puede encontrar en las dunas, y solo allí donde crece el viejo pasto marram. Por otro lado, los hongos, como lo indican claramente los autores, viven en lugares húmedos, pantanosos y sucios, como cerca de las raíces de los robles.

En 1753, Carl Linnaeus usó el nombre del género Phallus en su Species Plantarum; el nombre fue más tarde aprobado por Christian Hendrik Persoon cuando en 1801 lo usó en su Synopsis Methodica Fungorum.
Algunos autores han considerado que la presencia de un indusio (una "falda" de encaje que cuelga debajo de la gorra) es una característica taxonómica importante, y han colocado los taxones con indusia en un género separado: Dictyophora. En publicaciones más recientes se sugiere que existen similitudes morfológicas cercanas en especies de Phallus 'con y sin un indusium', por lo que la tendencia ha sido fusionar Dictyophora en Phallus; en las bases de datos taxonómicas en línea Index Fungorum y MycoBank se considera que  Dictyophora  es sinónimo de Phallus.

## Diversidad
Según el micólogo alemán Hanns Kreisel, que examinó el género en 1996, hay 33 especies. De estas, tres especies están limitadas al Nuevo Mundo, 18 al Viejo Mundo, y otras 10 se encuentran en ambos hemisferios. Su tratamiento divide el género en cinco subgéneros: Aporophallus, Itajahya, Endophallus, Satirus y Phallus. En 2005, el micólogo español Francisco D. Calonge reconoció 25 especies. Según el Dictionary of the Fungi (10.ª ed., 2008), hay 18 especies. Entre las especies propuestas recientemente (no incluidas en estas publicaciones) se incluyen  P. maderensis (2008),  P. luteus (2009), P. drewesii (2009), y  P. calongei  (2009).

## Descripción
Los cuerpos fructíferos o esporocarpos inmaduros de las especies de Phallus crecen bajo tierra. Son aproximadamente esféricos a ovoides, de superficie suave o gelatinosa. El rizomorfo blanco visible se extiende desde la base de esta estructura y ayuda a anclarlo en el suelo. La capa externa del tejido, o peridio, es de color blanco a pálido, suave, firme y membranosa. La masa viscosa, espora, o gleba, se adhiere a la superficie externa del sombrero, es de color oliváceo oscuro a marrón negruzco. A los tallos de los hongos falo se les denomina receptáculos. Son verticales, cilíndricos, huecos, esponjosos, con una gorra áspera en forma de campana con rebordes irregulares en el exterior superficial. Algunas especies tienen un indusio, una estructura en forma de red que se extiende desde la tapa hasta el suelo. La gleba es viscosa, de color amarillo verdoso pálido. En varias especies, la gleba emite un olor asqueroso, similar al de la carroña, que atrae a los insectos, que luego ayudan a dispersar las esporas. Sin embargo, los mosquitos que se alimentan de la gleba mueren, lo cual sugiere que el hongo puede contener compuestos que podrían usarse como agentes atrayentes para control biológico.
Las esporas de las especies Phallus son pequeñas, elipsoidales, algo translúcidas (hialinas). Se ha demostrado, utilizando microscopía electrónica de barrido, que las esporas de varias especies de Phallaceae, incluyendo P. ravenelii, son suaves, sin rasgos distintivos. Algunos micólogos consideran que las superficies ásperas de las esporas son una adaptación que resulta en fricción durante el viaje en el aire y aumentan las distancias de dispersión. Las esporas de Phallus no se transmiten por el aire, en ningún momento de su ciclo de vida.

## Folklore nigeriano
El pueblo yoruba de Nigeria designa Akufodewa a las setas falo, una combinación de las palabras ku (morir), fun (para), oda (cazador), y a (buscar). El nombre yorubano refleja la creencia de que los cazadores, que perciben el olor glebal en el bosque, pueden confundir el olor con un animal muerto y buscarlo. También utilizan hongos Phallus para preparar un encanto conocido como Egbe, que supuestamente «tiene el poder de hacer que uno sea invisible ante el peligro». También el pueblo urhobo y el pueblo ibibio, del sureste de Nigeria, utilizan estos hongos para preparar «encantos dañinos». Asocian el hongo con el milpiés, como se refleja en sus nombres para los hongos: los urhobo lo llaman Uwovwi-rerivwi, del urhobo Uwivwi (casa), re (de), rivwe (milpiés). El nombre de Ibido es Efoketim, del ibidio efok (casa) y etim (milpiés). El ukwuanì de Asaba, que asocia los hongos falo con la muerte debido a su mal olor, utiliza el hongo para preparar «encantos dañinos y encantos que confieren inmunidad contra ataques malvados». Los denominan Oga-egungun, de ụkwụànì oga (red o cerca) y egungun (persona muerta).

## Hábitat

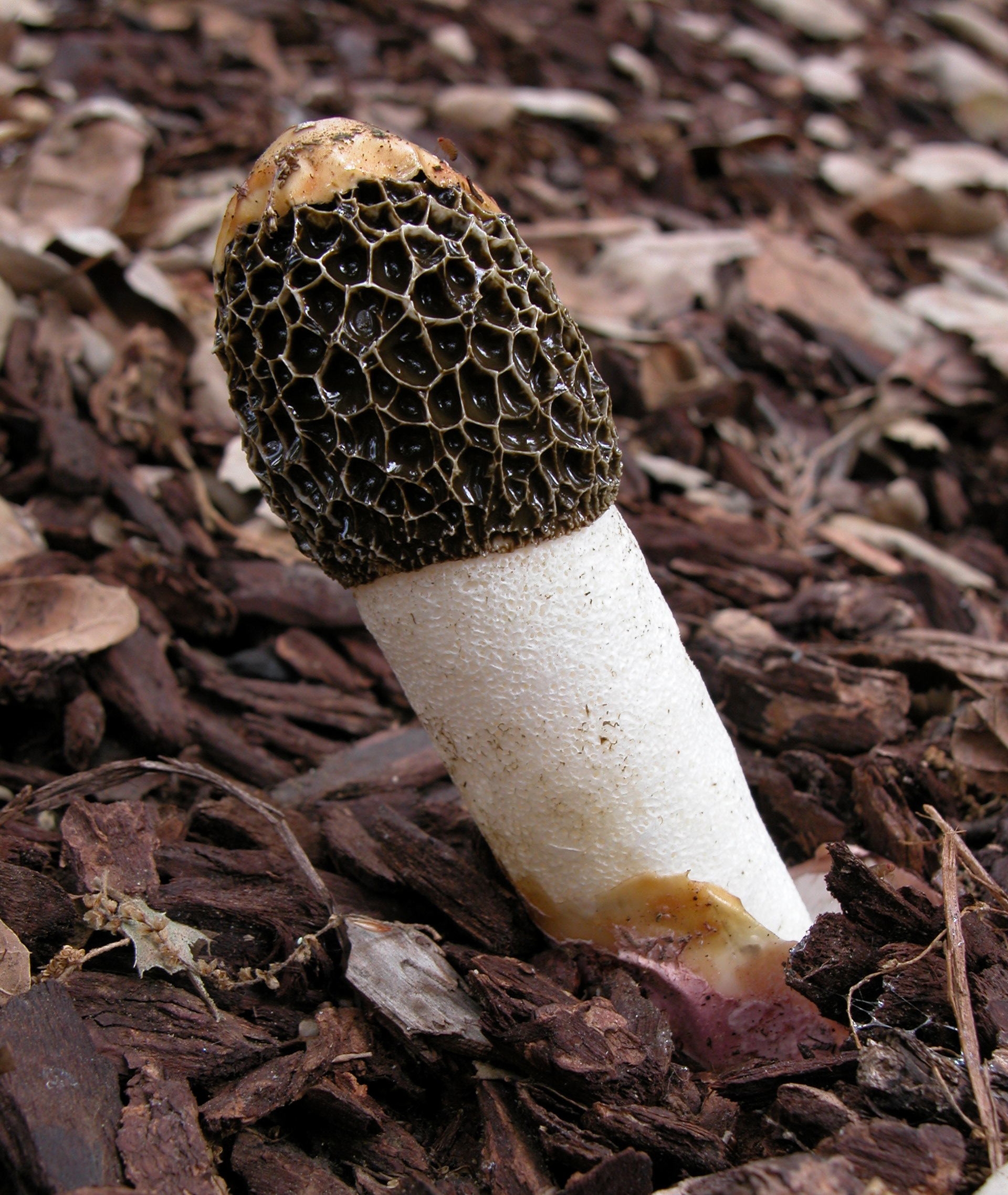
Phallus hadriani

Los hongos falo se encuentran entre la hojarasca en bosques húmedos con los rizomorfos unidos a la madera enterrada. El género tiene una distribución cosmopolita, con una más rica diversidad de especies en regiones tropicales.

## Especies
- Phallus atrovolvatus
- Phallus aurantiacus
- Phallus callichrous
- Phallus calongei
- Phallus celebicus
- Phallus cinnabarinus
- Phallus coronatus - Vietnam[23]
- Phallus drewesii

Descubierto en la isla de Santo Tomé, África occidental.
- Phallus duplicatus - stinkhorn o bruja de madera
- Phallus flavocostatus
- Phallus formanosus
- Phallus galericulatus
- Phallus glutinolens
- Phallus granulosodenticulatus
- Phallus hadriani - cuerno de duna
- Phallus haitangensis: descripción 2016, provincia de Yunnan[24]
- Phallus impudicus - Falo hediondo
- Phallus indusiatus - hongo de bambú, médula de bambú, stinkhorn reticulado largo, stinkhorn de crinolina o velo de novia
- Phallus luteus

Una nueva combinación propuesta en 2008 para el hongo anteriormente conocido como "Dictyophora indusiata" f. lutea.
- Phallus macrosporus
- Phallus maderensis
- Phallus minusculus

Encontrado en Tanzania por Francisco Calonge y Hanns Kreisel, reportado por primera vez en 2002.
- Phallus multicolor
- Phallus pygmaeus

Esta especie es un "falo" en miniatura (hasta 1 cm de altura) que se encuentra en el estado brasileño Pernambuco.
- Phallus ravenelii - Stinkhorn de Ravenel
- Phallus roseus
- Phallus rubicundus
- Phallus tenuis
- Phallus tenuissimus